# Pré-Alpes Julianos
Os Pré-Alpes Julianos (em italiano:  Prealpi Giulie), são uma cordilheira dos Alpes que se encontram na  região mais oriental de Friul-Veneza Júlia na Itália e marginalmente na Eslovénia. O ponto mais alto é o  Monte Plauris com 1.958 m.

## Localização
Os Pré-Alpes Julianos, que ainda se podem dividir em Pré-Alpes Julianos setentrionais e Pré-Alpes Julianos meridionais, e estendem-se dos Pré-Alpes Cárnicos ao Planalto Cársico

## SOIUSA
A Subdivisão Orográfica Internacional Unificada do Sistema Alpesno (SOIUSA) dividiu em 2005 os Alpes em duas grandesPartes: Alpes Ocidentais e Alpes Orientais, separados pela linha formada pelo  Rio Reno - Passo de Spluga - Lago de Como - Lago de Lecco.
A secção alpina dos Alpes e Pré-Alpes Julianos é formada pelos Alpes Julianos e pelos Pré-Alpes Julianos.

### Classificação  SOIUSA
Segundo a SOIUSA este acidente geográfico com as seguintes características:
- Parte = Alpes Orientais
- Grande sector alpino = Alpes Orientais-Sul
- Secção alpina = Pré-Alpes Julianos
- Sub-secção alpina = Pré-Alpes
- Código = II/C-34,II